# Due Lampade
(Il Silmarillion)
Nella mitologia inventata da J. R. R. Tolkien, Illuin e Ormal furono i giganteschi Due Lumi che un tempo stavano rispettivamente all'estremo settentrionale e meridionale della Terra di Mezzo, nel mondo di Arda.
Dopo che i Valar erano entrati nel Mondo, sconfitto Melkor e sistemato i danni di questi, i fuochi che in precedenza erano su Arda erano stati relegati al suo interno, e in superficie regnava l'oscurità. Poiché serviva la luce, Aulë, su preghiera di Yavanna, costruì allora due grandi lumi; poi Varda riempì i lumi di luce e Manwë li consacrò, e i Valar li posero su alti pilastri: uno (Illuin) nel nord della Terra di Mezzo e l'altro (Ormal) nel sud.
La luce dei Due Lumi si diffuse sulla Terra, e grazie a questa e all'operato di Yavanna comparvero la vegetazione e le prime bestie, soprattutto nelle zone centrali di Arda, dove giungeva la luce di entrambi i Lumi. In tale zona era l'isola di Almaren, nel Grande Lago, che fu la prima dimora dei Valar.
I Due Lumi furono poi distrutti da Melkor, che abbatté i loro pilastri. Ciò provocò tali cataclismi (maremoti, sommovimenti tellurici, ecc.) che l'originale simmetria con cui i Valar progettarono inizialmente i continenti di Arda venne infranta, e mai più fu possibile ripristinarla. Terminò così la Primavera di Arda. I Valar, poiché la loro dimora su Almaren era stata distrutta, si spostatono nella terra di Aman.
Al nord, dove vi fu Illuin, si creò il mare interno di Helcar, di cui Cuiviénen (il luogo del risveglio degli Eldar) si dice fosse una baia.
Nella prima versione del racconto dei Lumi questi vengono costruiti sempre da Aulë ma con l'aiuto di Melkor, che ne costruisce i pilastri. Morgoth però crea i pilastri in ghiaccio in modo tale che si sarebbero sciolti con il calore della luce. Nella prima stesura il loro nomi sono Ringil, per quello a Nord, e Helkar, per quello a Sud.